# Campionato sudamericano di rugby 1987
Il campionato sudamericano di rugby 1987 (in spagnolo Sudamericano de Rugby 1987; in portoghese Campeonato Sul-Americano de Rugby de 1987) fu il 15º campionato continentale del Sudamerica di rugby a 15.
Si tenne in Cile dal 27 settembre al 3 ottobre 1987 tra quattro squadre nazionali e fu vinto dall'Argentina al suo quattordicesimo successo, terzo consecutivo.
Il torneo fu organizzato dalla Federación de Rugby de Chile e si tenne presso le strutture del Club Deportivo Stade Français di Santiago.
Fu il primo appuntamento internazionale nel continente dopo la Coppa del Mondo 1987 tenutasi in Australasia tra maggio e giugno precedenti, e alla quale l'Argentina era uno dei Paesi invitati; i Pumas, in quel periodo impegnati in un tour in Australia, inviarono al torneo una formazione di seconde linee arricchita di alcuni elementi che avevano preso parte al torneo mondiale e vinsero il titolo a punteggio pieno, il loro quattordicesimo complessivo e terzo consecutivo.
Il valore delle marcature, come stabilito dall’IRFB nel 1977, era: 4 punti per ciascuna meta (6 se trasformata), 3 punti per la realizzazione di ciascun calcio piazzato, idem per il drop.

## Squadre partecipanti
- Argentina
- Cile
- Paraguay
- Uruguay

## Risultati

### 1ª giornata
| Arbitro: | Marcelo Didier |

|                                                |      |           |
| Angelillo Gerosa (2) Loffreda (2) Madero Mendy | mt   |           |
| Baetti (5)                                     | tr   |           |
| Baetti                                         | c.p. | Silva (6) |
|                                                | drop | Brancato  |

| Santiago del Cile 27 settembre 1987 | Cile | 28 – 16 | Paraguay | C.D. Stade Français |

### 2ª giornata
| Arbitro: | Juan José Clerici |

|                                                                              |    |        |
| Baetti (2) Caminotti Carreras Coria Franchi Madero Mendy Mesón Vidou tecnica | mt | Duarte |
| Baetti (9)                                                                   | tr |        |

| Arbitro: | Carlos Sutton |

|               |      |                                 |
| Henríquez (2) | mt   | Bomio Calandra Cibils (2) Terra |
| Planella      | tr   | Brancato (2)                    |
| Planella (3)  | c.p. | Brancato (3)                    |

### 3ª giornata
| Arbitro: | Nasser |

|              |      |                                                   |
|              | mt   | Franchi Gerosa (2) Loffreda Madero (2) Milano (2) |
|              | tr   | Baetti (6)                                        |
| Planella (2) | c.p. | Baetti                                            |
| Planella     | drop |                                                   |

| Arbitro: | Carlos Sutton |

|            |      |               |
|            | mt   | Ormaechea (3) |
|            | tr   | Brancato      |
| Duarte (4) | c.p. | Brancato      |
|            | drop | Cerruti       |

## Classifica
| Pos | Squadra   | G | V | N | P | PF  | PS  | DP   | Pt |
| --- | --------- | - | - | - | - | --- | --- | ---- | -- |
| 1   | Argentina | 3 | 3 | 0 | 0 | 150 | 34  | +116 | 6  |
| 2   | Uruguay   | 3 | 2 | 0 | 1 | 74  | 72  | +2   | 4  |
| 3   | Cile      | 3 | 1 | 0 | 2 | 56  | 96  | −40  | 2  |
| 4   | Paraguay  | 3 | 0 | 0 | 3 | 32  | 110 | −78  | 0  |